# 香村純子
香村 純子（こうむら じゅんこ、1976年5月28日 - ）は日本の脚本家。愛知県生まれ。フリーランス。

## 人物・来歴
子供の頃から「スーパー戦隊シリーズ」のファン。本格的に視始めたのは『電子戦隊デンジマン』あたりからで、「ウルトラシリーズ」、「仮面ライダーシリーズ」それぞれ新作の放映が無かった頃に子供時代を過ごしたことから、「スーパー戦隊シリーズ」のファンになっていった。高校・大学時代は演劇部に所属し、脚本や制作などを担当していたそうである。
脚本家になる前は、地元・愛知で事務職に就いていたが、スーパー戦隊シリーズの脚本を書きたいという気持ちが強くなって、退職し2001年に上京。脚本家になることについては、同じ女性で同様に元会社員で、28歳でデビューした小林靖子のことも意識していた。東映アニメーション研究所の実写コースでシナリオを2年間学び、その後ぶらざあのっぽのシナリオ講座を受講。2006年にぶらざあのっぽに入社。
初めて手掛けた脚本は、兄弟子からもらったドラマCDの作品。当初はゲームの脚本に呼ばれたが、向いていないとして少女漫画原作のドラマCDへ回った。
「スーパー戦隊シリーズ」には2008年の『炎神戦隊ゴーオンジャー』第20話「兄妹バトル!?」から参加。2011年の『海賊戦隊ゴーカイジャー』では計16話のストーリーを執筆している。そして2016年の『動物戦隊ジュウオウジャー』では初の単独メインライターを担当した。
2012年には、『仮面ライダーウィザード』にきだつよしと供にメインライターとして参加。同作品のチーフプロデューサーである宇都宮孝明によれば、きだとのスケジュールとの兼ね合いで、ダブルメインライター体制になった。劇場版2作品を含み20本以上のストーリーを執筆。
同年11月からは、ぶらざあのっぽから独立し、フリーランスのライターとして活動。

## 交友関係
脚本家の荒川稔久は同じ中学校の先輩である。香村曰く、荒川との縁で「スーパー戦隊シリーズ」に係わることが出来たとのこと。荒川は、最初は同郷で「スーパー戦隊シリーズ」が好きと聞いたことから呼んだが、同じ中学校であるとまでは知らなかったと述べている。
脚本家の田中仁は東映アニメーション研究所の同期である。ただし当時はコースが異なるため面識はなく、互いに脚本家を目指してから知り合った。田中はメインライターを務めたアニメ『Go!プリンセスプリキュア』で香村を招き、翌年香村は自身がメインライターを務めた『動物戦隊ジュウオウジャー』に田中を呼んでいる。

## 作品
太字はメインライター・シリーズ構成を担当した作品。

### 特撮
- スーパー戦隊シリーズ
  - 炎神戦隊ゴーオンジャー[3]（2008年 - 2009年）全50話中1話執筆[注釈 1]
  - 天装戦隊ゴセイジャー（2010年 - 2011年）全50話中3話執筆
  - 海賊戦隊ゴーカイジャー（2011年 - 2012年）全51話中16話執筆
  - 非公認戦隊アキバレンジャー（2012年）全13話中6話執筆
  - 動物戦隊ジュウオウジャー（2016年 - 2017年）全48話中34話執筆
  - 快盗戦隊ルパンレンジャーVS警察戦隊パトレンジャー（2018年 - 2019年）全51話中33話執筆
  - 機界戦隊ゼンカイジャー（2021年 - 2022年）全49話中47話執筆[注釈 2]
- 仮面ライダーシリーズ
  - 仮面ライダーウィザード（2012年 - 2013年）全53話中22話執筆[8][注釈 3]
  - 仮面ライダードライブ（2014年 - 2015年）全48話中4話執筆
  - 仮面ライダーセイバー（2021年）[注釈 4]
  - 仮面ライダーガヴ（2024年 - ）[9]
- ガルーダの戦士ビマX (Satria Garuda Bima-X)（2014年 - 2015年）全50話中19話執筆[注釈 5]

### 映画
- スーパー戦隊シリーズ
  - 劇場版 炎神戦隊ゴーオンジャーVSゲキレンジャー（2009年）[注釈 1]
  - 劇場版 動物戦隊ジュウオウジャー ドキドキサーカスパニック!（2016年）
  - 劇場版 動物戦隊ジュウオウジャーVSニンニンジャー 未来からのメッセージ from スーパー戦隊（2017年）
  - 快盗戦隊ルパンレンジャーVS警察戦隊パトレンジャー en film（2018年）
  - 劇場版 騎士竜戦隊リュウソウジャーVSルパンレンジャーVSパトレンジャー（2020年）[注釈 1][10]
  - 機界戦隊ゼンカイジャー THE MOVIE 赤い戦い! オール戦隊大集会!!（2021年）
- 愛を歌うより俺に溺れろ!（2012年）[注釈 6]
- 仮面ライダーシリーズ
  - 劇場版 仮面ライダーウィザード in Magic Land（2013年）
  - 仮面ライダー×仮面ライダー 鎧武&ウィザード 天下分け目の戦国MOVIE大合戦「仮面ライダーウィザード 約束の場所」（2013年）
  - 仮面ライダーガヴ お菓子の家の侵略者（2025年）[11]
- 映画 HUGっと!プリキュア♡ふたりはプリキュア オールスターズメモリーズ（2018年）
- セイバー+ゼンカイジャー スーパーヒーロー戦記（2021年） [注釈 7]

### テレビアニメ
- プリキュアシリーズ
  - Go!プリンセスプリキュア（2015年 - 2016年）全50話中10話執筆
  - キラキラ☆プリキュアアラモード（2017年）全49話中6話執筆
  - ヒーリングっど♥プリキュア（2020年 - 2021年） シリーズ構成、全45話中19話執筆[注釈 8]
  - わんだふるぷりきゅあ!（2024年） 全50話中4話執筆
- Gift 〜ギフト〜 eternal rainbow（2006年）
- オオカミ少女と黒王子（2014年）
- B-PROJECT〜鼓動*アンビシャス〜（2016年）

### ドラマCD
- ちとせげっちゅ!!（2005年 - 2006年）
- 茅島氏の優雅な生活（2006年）
- ネクラートホリック（2007年）
- 特殊戦闘員育成機関 ヒーローアカデミーJ（2008年）
- ジェラールとジャック（2008年）
- 世界一初恋（2008年 - 2010年）
- SUPER LOVERS スーパーラヴァーズ 2（2011年）
- SUPER LOVERS スーパーラヴァーズ 3（2012年）
- 文豪シリーズ 「不良文豪とホスト」（2012年）
- 文豪シリーズ 「文豪の神様」（2012年）
- 烈車戦隊トッキュウジャー オリジナルアルバム サウンドエクスプレス1号車（2014年）

### オリジナルビデオ
- 蜜×蜜ドロップス（2006年）
- 仮面ライダードライブ シークレット・ミッション type HIGH-SPEED!（タイプ・ハイスピード） ホンモノの力! タイプハイスピード誕生!（2015年）
- 機界戦隊ゼンカイジャーVSキラメイジャーVSセンパイジャー（2022年）
- 暴太郎戦隊ドンブラザーズVSゼンカイジャー（2023年）[注釈 9]

### その他
- 海賊戦隊ゴーカイジャー ファイナルライブツアー2012（2012年）
- 動物戦隊ジュウオウジャー ファイナルライブツアー2017（2017年）
- B-PROJECT on STAGE「OVER the WAVE!」（2017年）[注釈 10]
- 快盗戦隊ルパンレンジャーVS警察戦隊パトレンジャー ファイナルライブツアー2019（2019年）
- ヒーリングっど♥プリキュア 感謝祭 オンライン（2021年）
- 機界戦隊ゼンカイジャー スピンオフ ゼンカイレッド大紹介！（2021年） [注釈 11]
- 機界戦隊ゼンカイジャー ファイナルライブツアー2022（2022年）
- ツーカイザー×ゴーカイジャー ～ジューンブライドはたぬき味～（2022年）
- 仮面ライダースーパーライブ2023（2022年）[12]

### 作詞
- 界賊の唄（2021年、マイクスギヤマと共作詩、歌:ツーカイザー /ゾックス・ゴールドツイカー（増子敦貴））